# 브레인웨이브
"브레인웨이브"는 2006년에 개봉한 대한민국의 영화이다.

## 캐스팅
- 김도윤 : 진준오 역
- 장세윤 : 한제니 역
- 손호승 : 박기수 역
- 손병욱 : 박성민 역
- 황춘하 : 손민우 역
- 차승열 : 촉새 역
- 남윤명 : 떠벌이 역
- 이준원 : 불곰 역
- 이경훈 : 용만 역
- 김정석 : 팀장 역
- 황태건 : 노숙자 역
- 정채경 : 연구원 1 역